# Jeanne Paquin
Jeanne Paquin (Saint-Denis, 1869 - París, 1936) fue una diseñadora francesa que tuvo un importante papel en el cambio de la silueta femenina de finales del siglo XIX y primer tercio del XX. Fue la primera gran diseñadora femenina y una de las pioneras en el negocio de la moda moderna.

## Historia
Nació como Jeanne Marie Charlotte Beckers en 1869 en la Isla de Saint-Denis, en las afueras de París, una de los cinco hijos de un médico. De niña trabajó con una modista local y posteriormente fue costurera de la firma parisina “Maison Rouff”, donde rápidamente ascendió hasta jefa del taller.
En 1891 se casó con Isidore René Jacob, apodado Paquin, dueño de una casa de alta costura que había surgido desde una tienda de ropa masculina abierta en los años 1840. Cambió el nombre del negocio y juntos fundaron su casa de modas Paquin en la que pronto tuvo entre su clientela desde actrices a miembros de la realeza europea. Además de su creatividad destacó por su concepción innovadora de las relaciones con su clientela basada en la preocupación individual, algo que más tarde se convertiría en algo habitual en el mundo de la moda.
También fue pionera en la expansión internacional. Asociada con una contraparte británica en 1896 abrió una sucursal en Londres, en el 39 de Dover Street, Buenos Aires y Nueva York en el 398 de la Quinta Avenida, en 1912 y en Madrid en 1914.
En 1907 su esposo murió de repente con 45 años dejándola viuda con 38, sin hijos; más de 2.000 personas asistieron al funeral de Isidore. Desde entonces, vistió casi siempre en blanco y negro. Con el apoyo de su hermano y su esposa siguió adelante con la empresa, que llegó a tener en sus mejores tiempos hasta dos mil personas trabajando cuando otras casas de moda contaban con quinientas. 
En 1914 fue también pionera en incorporar el espectáculo para mostrar sus diseños organizando en el Palace Theatre de Londres el primer desfile de modas entendido como un espectáculo con música. También colaboró con otros destacados ilustradores y diseñadores como Madeleine Chéruit, Jacques Doucet, Paul Poiret o Charles Worth y se sabe que diseñó para teatro en una época en que las casas de modas lo evitaban.
Además envió a jóvenes actrices a la ópera y las carreras de caballos vestidas con sus modelos más recientes para difundir sus nuevas colecciones. Por otro lado trasladó la propuesta organizando giras para exhibir sus modelos, la primera fue por Estados Unidos en 1914, incluyendo Nueva York, Filadelfia, Boston, Pittsburgh y Chicago. A pesar del alto precio del billete, las entradas se agotaron.

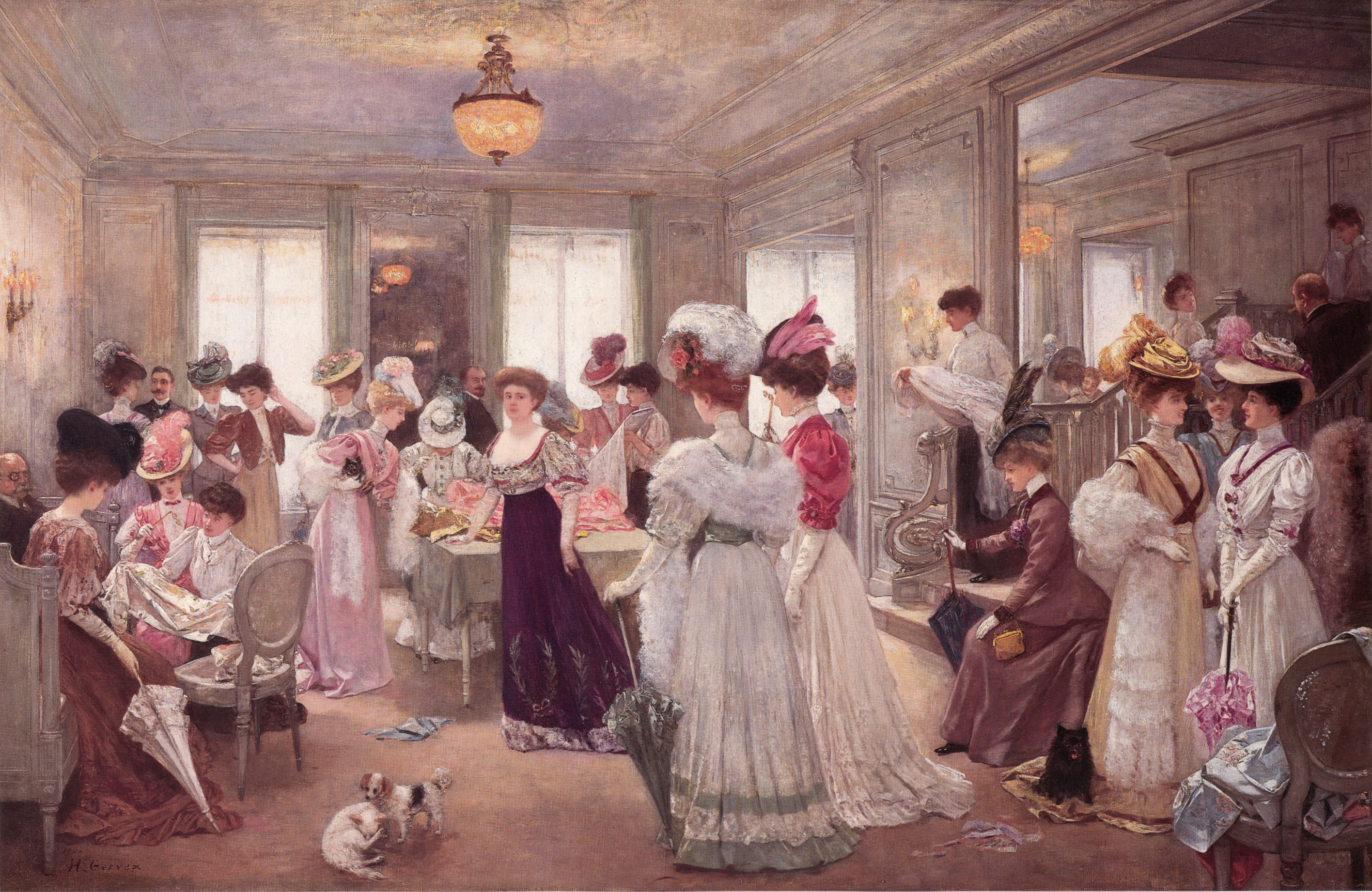
Las cinco de la tarde en Casa Paquin, cuadro de Henri Gervex, 1906.

Es considerada en la historia del vestir como la predecesora de Coco Chanel pues también ella misma solía vestir sus propios diseños convirtiéndose en un icono de la moda. Tenía predilección por los adornos en piel y románticos vestidos de estilo dieciochesco.
"Los diseños de Paquin fueron reconocidos por una magnífica factura y estética incomparable: creó notables efectos visuales con texturas y matices tonales que van desde una luminiscencia etérea en lo vaporoso (vestidos desde 1900 hasta 1910), a una vibración en negros presente en las creaciones de inspiración oriental. Armaba el juego de luces en la superficie de la prenda mediante la yuxtaposición de aplicaciones y telas. Aunque su calidad como artista de efectos visuales y composición fue insuperable" señalan las críticas de moda destacando que también pensó en "ropa para la mujer activa" diseñada entre 1912 y 1920.

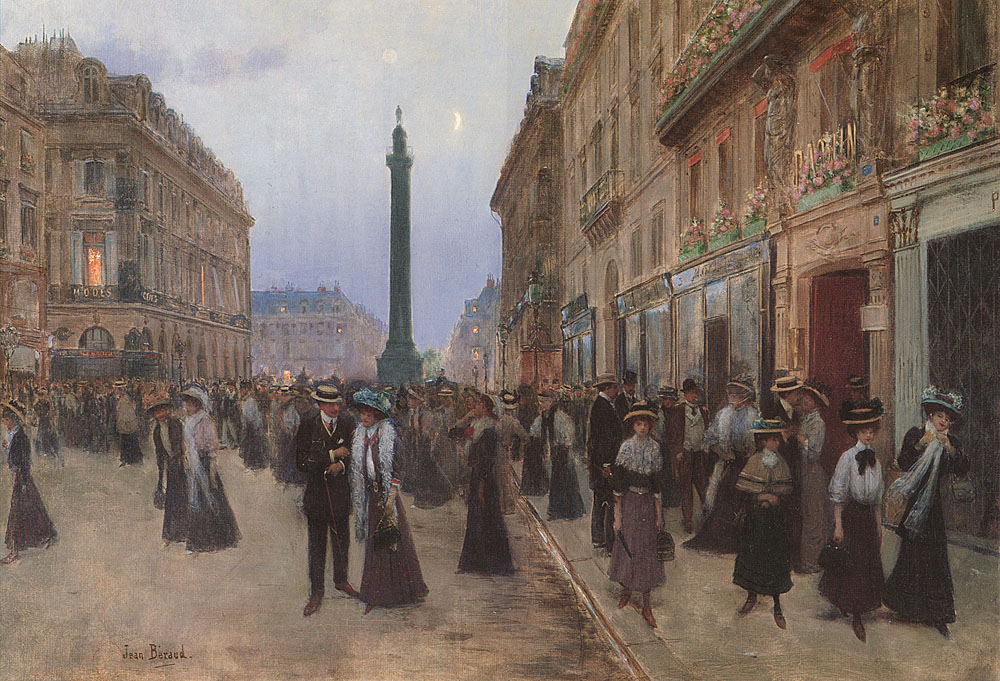
La rue de la Paix, cuadro de Jean Béraud, 1907. La entrada a la Maison Paquin se ve a la derecha.

Jeanne Paquin se retiró en 1920, pasando la responsabilidad a su asistenta Madeleine Wallis, que permaneció como diseñadora de la casa hasta que Paquin murió en 1936. De 1936 a 1946 la responsabilidad recayó en la asistenta de Wallis, la diseñadora española Ana de Pombo, aunque desde 1941 la responsabilidad de diseñador jefe era de su asistente Antonio del Castillo. Sucesivos diseñadores trataron de adaptar la marca a los nuevos estilos, pero Dior copaba toda la atención. En 1954 la casa de modas se fusionó con “Casa Worth” y cerró en 1956.

## Premios y reconocimientos
Por su trabajo recibió numerosos premios: en 1900 sus compañeros diseñadores la seleccionaron para encabezar su primera exhibición colectiva pública de alta costura, en la gran Exposición Universal de París. En 1910 recibió la Orden de Leopoldo II de Bélgica y en 1913 la Legión de Honor en el ámbito del comercio, la primera diseñadora que la recibió. En 1917 fue elegida presidenta de la Cámara Sindical de la Alta Costura, organización oficial de los diseñadores de París, siendo la primera mujer en ocupar tal cargo. En su apogeo de 1900 a 1920, la Casa Paquin era tan reconocida y prestigiosa, que Edith Wharton la menciona en su novela The House of Mirth (1905). 

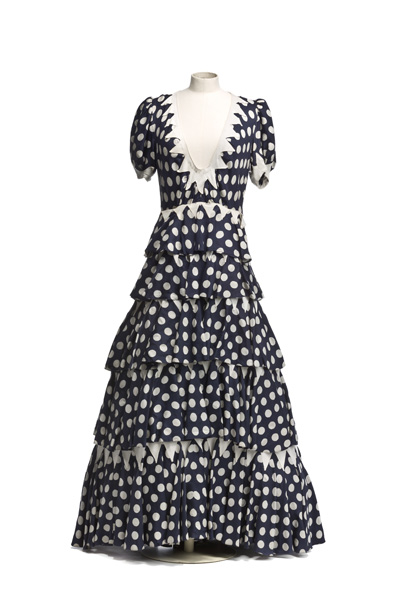
Vestido de noche de seda azul marino con lunares blancos y falda de volantes, de inspiración española, 1939.

## Galería

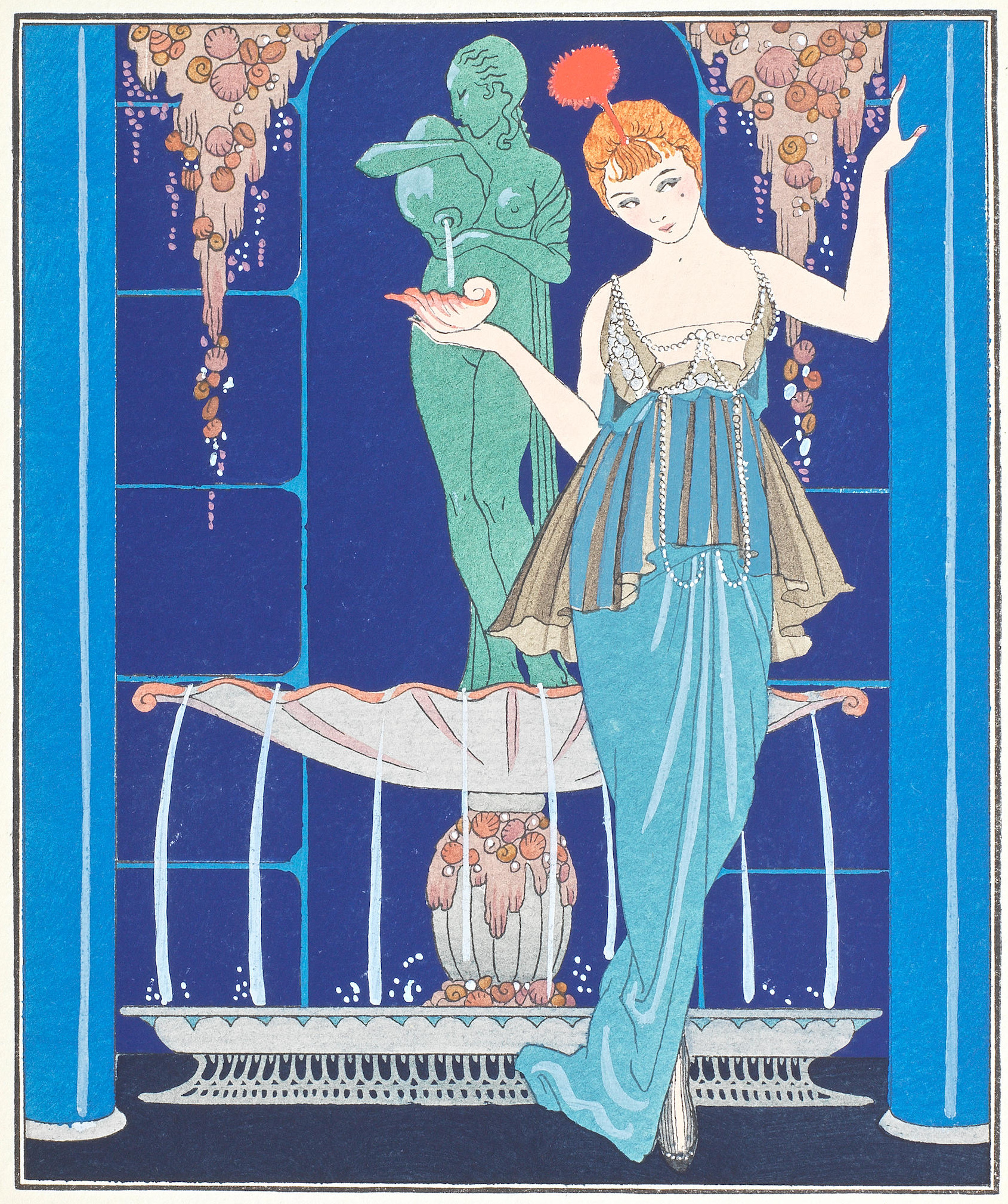
Vestido de noche, Gazette du Bon Ton, 1914.
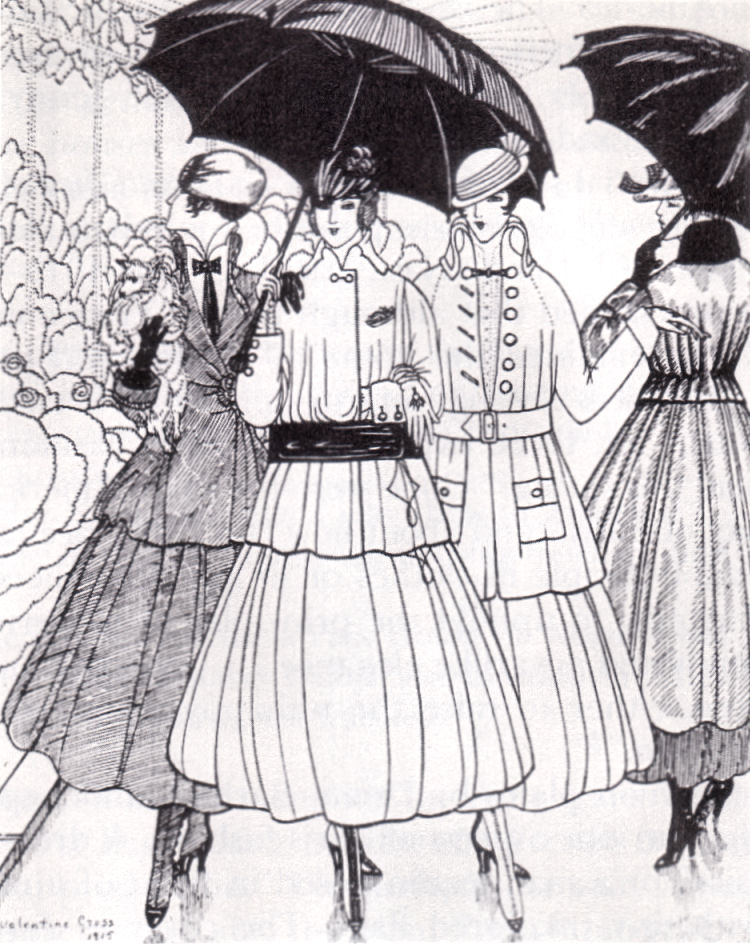
"Sigue lloviendo", ilustración de la Gazette du Bon Ton, mostrando un desfile de moda; de izquierda a derecha, abrigos de Paquin, Lanvin, Douillet y Paquin, 1915.
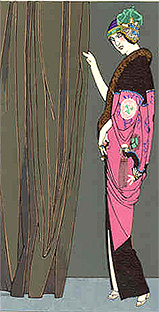
Abrigo para el teatro, Gazette du Bon Ton, 1913.